# Bowlees
Bowlees – wieś w Anglii, w hrabstwie Durham. Leży 40 km na zachód od miasta Durham i 374 km na północ od Londynu.